# 前田重次郎
前田 重次郎（まえだ じゅうじろう、安政6年（1859年）11月29日 - 昭和4年（1929年）2月26日）は日本の教育者。

## 経歴
会見郡米子町東町（現在の米子市）に生まれた。前田資憲の長男。
明治16年（1883年）公立明道小訓導。明治20年（1887年）訓導兼第4代校長。以来大正11年（1922年）に退職するまで40年間、一貫して同校に在職。
明治42年（1909年）時の文部大臣から賞状ならびに金100円を交付された。
大正14年（1925年）父兄、卒業生が相談して、校内の一隅に記念碑を建立した。

## 人物像
元米子市長野坂寛治によれば、
「先生は明道校に校長としての御在職だけでも四十年で、温顔しかも厳格、御所持の懐中時計は相当古物でネジ巻きの鍵を胸高にジリジリ音を立てゝ睨まれると縮み上がった。それでいて、多くの子弟は先生を葬り参らすまで、事としいえば家庭の些事まで持込んだ。」という。

## 系譜
前田家（鳥取県米子市東町）
前田資憲家 米子組
- - 先祖前田猪助[4]

信輝様御代被召出、嫡子権左衛二男猪左衛門父子三人所々御陣之御共仕、輝政様え被成御付、大坂本願寺責、濃州大垣御陣、長久手、関ヶ原其外数ヶ所御陣之御共仕。
御同方様播州え御入国之砌、為御恩賞御知行百八拾石被仰付、倅権左衛門えは別に御扶持御切米被遣候。
慶長六年従輝政様御判物頂戴仕、罷在候。其後利隆様より五拾石御加増被仰付、都合弐百三拾石頂戴仕候。同十三年、右猪助儀死去仕候。
- - 初代 猪左衛門[5]

先祖猪助次男に御座候処、部屋住にて所々御陣之御共仕候。
輝政様御代別家に被召出、四拾五俵七人扶持被仰付候。其後大坂御陣之節忠継様御共仕、於今橋表城内敵鉄炮にて打留候処御機嫌宜敷御帰陣之御共仕候。
其後忠長様え御付被成、其後光仲様備前より因伯え御国替之節、米子詰被仰付候。